# Effingham (Illinois)
Effingham város az USA Illinois államában. Lakosainak száma 12 252 fő (2020. április 1.).

## Népesség
A település népességének változása:
| Lakosok száma | 12 384 | 12 328 | 12 252 |
|               | 2000   | 2010   | 2020   |